# Sejm skonfederowany
Sejm skonfederowany (łac. sub vinculo confoederationis) – specyficzny sposób organizacji prac Sejmu w I Rzeczypospolitej.
W połowie XVII w. zaczęto w praktyce stosować zasadę liberum veto, która pozwalała nawet jednemu posłowi zerwać obrady sejmowe i unieważnić podjęte przez sejm uchwały. Z biegiem czasu liczba zrywanych sejmów rosła, co prowadziło do paraliżu władzy ustawodawczej i procesu legislacyjnego w Rzeczypospolitej.
W XVIII w. reformatorzy ustroju Rzeczypospolitej, próbując zapobiec zrywaniu sejmów, postanowili wykorzystać zasady stosowane w konfederacjach (związkach szlachty lub wojska zawieranych w celu obrony własnych interesów), gdzie w sejmikach konfederackich decydowała większość głosów i nie była wymagana jednomyślność. Tak powstał sejm skonfederowany – posłowie zawiązywali konfederacje (jedna dla Korony, druga dla Wielkiego Księstwa), każda z nich wybierała swojego marszałka, a sejm obradował „pod węzłem konfederacji”. Na takim sejmie decydowała większość głosów.
Najsłynniejszymi sejmami skonfederowanymi były sejm konwokacyjny (1764), sejm Repninowski (1767–1768) i Sejm Czteroletni (1788–1792).